# Újireg
Újireg is een plaats (község) en gemeente in het Hongaarse comitaat Tolna. Újireg telt 371 inwoners (2001).